# Boesenbergia hirta
Boesenbergia hirta är en enhjärtbladig växtart som först beskrevs av Henry Nicholas Ridley, och fick sitt nu gällande namn av Elmer Drew Merrill. Boesenbergia hirta ingår i släktet Boesenbergia och familjen Zingiberaceae. Inga underarter finns listade i Catalogue of Life.